# Ophisaurus ceroni
Espèce
Statut de conservation UICN

 EN B1ab(iii) : En danger
Ophisaurus ceroni est une espèce de sauriens de la famille des Anguidae.

## Répartition
Cette espèce est endémique du Veracruz au Mexique.

## Étymologie
Cette espèce est nommée en l'honneur de Miguel Cerón, bien que dans sa description Carlos Cerón est aussi mentionné.

## Publication originale
- Holman, 1965 : A new glass lizard from Veracruz, Mexico. Quarterly Journal of the Florida Academy of Sciences, vol. 27, no 4, p. 311-315 (texte intégral).